# Уюп
Уюп или Уюб — река в России, течет по территории Усть-Куломского района Республики Коми. Устье реки находится в 53 км по правому берегу реки Прупт. Длина реки составляет 61 км.
- В 20 км от устья, по правому берегу реки впадает река Асыв-Вож[5].
- В 22 км от устья, по правому берегу реки впадает река Ош-Ёль[5].

## Данные водного реестра
По данным государственного водного реестра России относится к Двинско-Печорскому бассейновому округу, водохозяйственный участок реки — Вычегда от истока до города Сыктывкар, речной подбассейн реки — Вычегда. Речной бассейн реки — Северная Двина.
Код объекта в государственном водном реестре — 03020200112103000015852.